# Bujant járás (Hovd)
Bujant járás (mongol nyelven: Буянт сум) Mongólia Hovd tartományának egyik járása. Területe 3700 km². Népessége kb. 4200 fő.
Székhelye Bujant (Буянт/), mely 18 km-re északra fekszik Hovd tartományi székhelytől.